# Weinheim
Weinheim is een plaats in de Duitse deelstaat Baden-Württemberg, gelegen in het Rhein-Neckar-Kreis. De stad telt 45.335 inwoners. Naburige steden zijn onder andere Eberbach (Baden), Hemsbach en Hockenheim.
Bezienswaardig zijn drie oude stadspoorten, een stadhuis in laat-gotiek, drie kastelen uit de 16de, 18de en 19de eeuw, en een ruïne van de burcht Windeck.

## Geboren

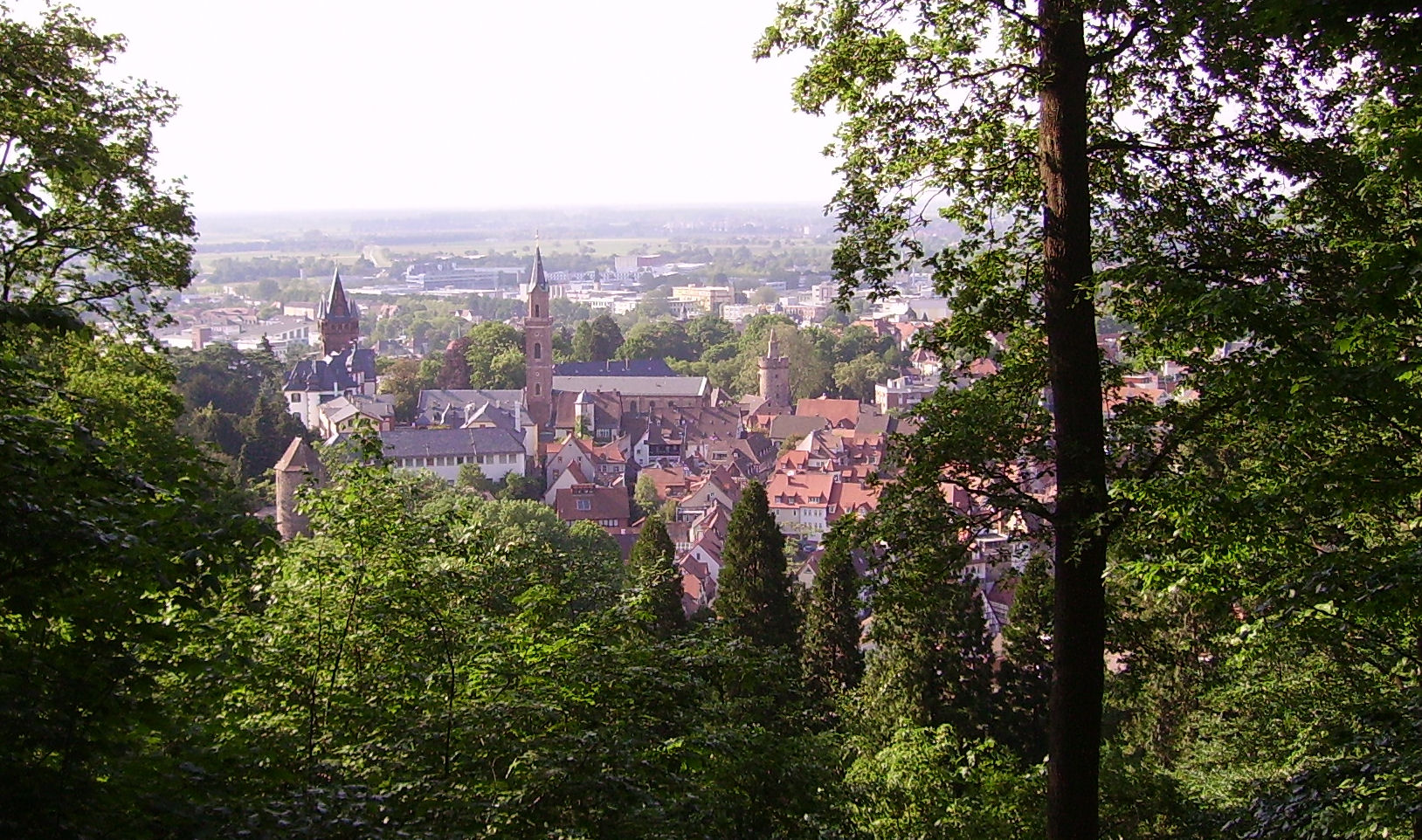
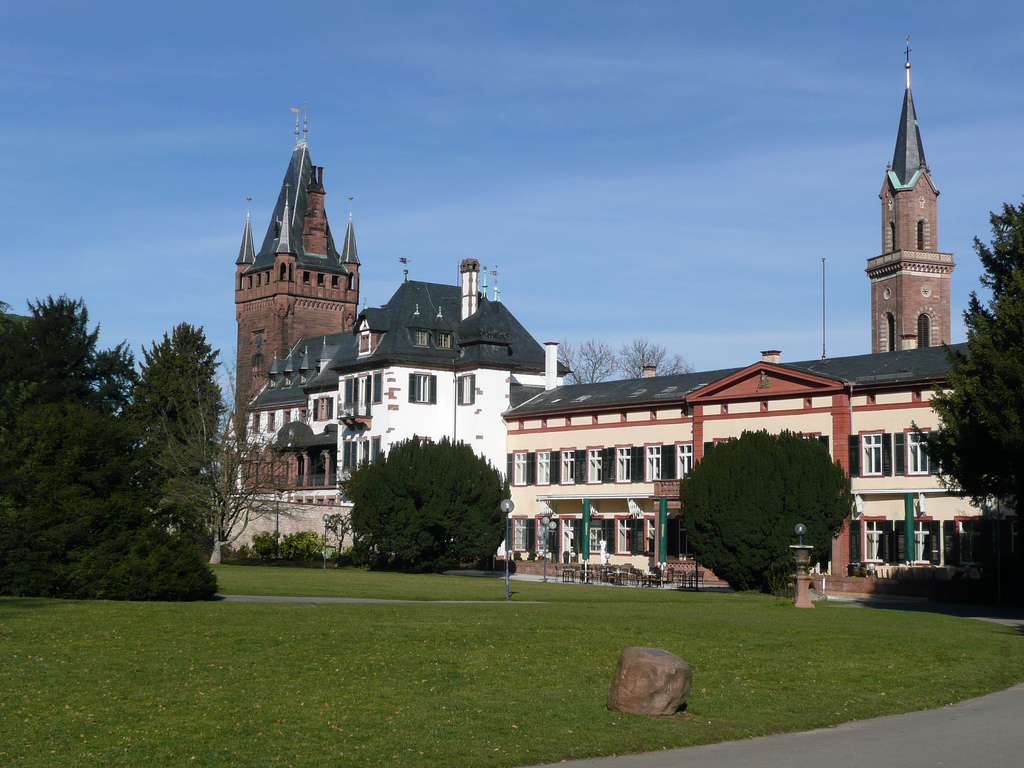

- Michael Beil (1963), componist